# Barylypa clavata
Barylypa clavata là một loài tò vò trong họ Ichneumonidae.